# Дуброва (Никольское сельское поселение)
Дуброва — деревня в Устюженском районе Вологодской области.
Входит в состав Никольского сельского поселения (с 1 января 2006 года по 9 апреля 2009 года входила в Дубровское сельское поселение), с точки зрения административно-территориального деления — в Дубровский сельсовет.
Расположена на берегах реки Белая. Расстояние до районного центра Устюжны по автодороге — 42 км, до центра муниципального образования деревни Никола по прямой — 7 км. Ближайшие населённые пункты — Городок, Крестцы, Расторопово.
Население по данным переписи 2002 года — 52 человека (24 мужчины, 28 женщин). Преобладающая национальность — русские (98 %).